# 24304 Lynnrice
24304 Lynnrice (1999 YZ) là một tiểu hành tinh vành đai chính được phát hiện ngày 16 tháng 12 năm 1999 bởi C. W. Juels ở Fountain Hills.